# Les Rues de Lyon
Les rues de Lyon est une revue française de bande dessinée, créée en janvier 2015 par l’Épicerie Séquentielle, l’association des auteurs de bande dessinée lyonnais. Elle est disponible sur abonnement ou dans des points de vente (60 en 2017).

## Description
Créée en 2004, l'association L'Épicerie Séquentielle auto-édite la revue Les rues de Lyon, lancée en 2015 grâce à une campagne de financement participatif. Pour ses fondateurs, Olivier Jouvray, Kieran et Benjamin Lebègue, l'idée était de « réintégrer l’auteur dans un circuit de proximité ».
Issu de la culture du fanzinat, le modèle est celui d'une auto-édition collective : tout le travail éditorial, de diffusion, de vente, de promotion, d’animation est effectué par les membres de l’association, avec les auteurs, bénévolement. Seul l’auteur est rémunéré : ainsi, alors que chez un éditeur classique un auteur touche entre 8 et 10 % du prix hors taxes du livre, c’est 33 % du prix qui lui revient ici.
Chaque mois une histoire vraie ayant pour cadre Lyon (histoires, anecdotes, portraits, reportages) est racontée en dix pages par des auteurs locaux, imprimée en local et distribuée en local. Depuis le mois de juin 2019, une représentation topographique des lieux évoqués dans les numéros des Rues de Lyon est accessible en ligne
.

## Liste des numéros

### 2015
| Numéro | Mois      | Titre                               | Thème                                                               | Auteurs                                       |
| ------ | --------- | ----------------------------------- | ------------------------------------------------------------------- | --------------------------------------------- |
| 1      | Janvier   | La chute d'un pape                  | Le pape Clément V et la montée du Gourguillon                       | Benjamin Reiss                                |
| 2      | Février   | La reine des tilleuls               | Madame Girard                                                       | Rebecca Morse                                 |
| 3      | Mars      | Le tumulte du pont de Rosne         | Bousculade du pont de la Guillotière                                | B-gnet                                        |
| 4      | Avril     | La bonne amie du Roy                | Visite à Lyon de François Ier                                       | Morgane Velten                                |
| 5      | Mai       | Les marches du Bon Pasteur          | Église du Bon-Pasteur                                               | Grégoire Berquin et Emy                       |
| 6      | Juin      | De Lugdunum à Confluence            | Géographie historique de Lyon                                       | Marion Cluzel                                 |
| 7      | Juillet   | La Fanny                            | Embrasser Fanny                                                     | Ben Jurdic                                    |
| 8      | Août      | La morgue flottante                 | Médecine légale vers 1900 et Alexandre Lacassagne                   | Ludivine Stock et Charles Masson              |
| 9      | Septembre | Les mystères de Loyasse             | Cimetière de Loyasse                                                | BenLebègue, Claudius Thizy et Marie Goetz     |
| 10     | Octobre   | Exposition universelle de Lyon 1894 | Exposition universelle, internationale et coloniale de Lyon de 1894 | Matthieu Ferrand et Héloïse Cutzach           |
| 11     | Novembre  | Le merdoduc                         | Gestion des eaux usées domestiques                                  | Ugo Panico et Sandrine Boucher                |
| 12     | Décembre  | Gilbert Dru, école en résistance    | Ecole Gilbert Dru                                                   | Anne-Claire Thibaut-Jouvray et Jérôme Jouvray |

### 2016
| Numéro | Mois      | Titre                                                          | Thème                                                   | Auteurs                                 |
| ------ | --------- | -------------------------------------------------------------- | ------------------------------------------------------- | --------------------------------------- |
| 13     | Janvier   | Le grand tric lyonnais                                         | Le Grand tric                                           | Pierre-François Radice et Sophie Paquet |
| 14     | Février   | L'histoire de Lyon en dix pages pour faire le malin en société | Histoire de Lyon                                        | Olivier Jouvray et Lilas Cognet         |
| 15     | Mars      | L'empreinte d'Edmond Locard, le véritable Sherlock Holmes      | Edmond Locard et la naissance de la police scientifique | Kieran et Jean-Pierre Crauser           |
| 16     | Avril     | La belle cordière                                              | Louise Labbé                                            | Yann Damezin                            |
| 17     | Mai       | Tout nu et tout bronzé, généalogie de la piscine du Rhône      | Piscine du Rhône                                        | Cécile Paturel et Kanellos Cob          |
| 18     | Juin      | Tola Vologe l'insoumis                                         | Tola Vologe                                             | Yan le Pon et Claudius Thizy            |
| 19     | Juillet   | L'observatoire astronomique de Saint-Genis-Laval               | Observatoire de Lyon                                    | Emy et Edgard Renault                   |
| 20     | Août      | M.Métro                                                        | Construction du métro de Lyon                           | Grégoire Berquin et Greg Dizer          |
| 21     | Septembre | Le sang des carabins - Émeute au collège de médecine           | Attaque du collège de médecine en 1768                  | Nicolas Delestre et Ugo Panico          |
| 22     | Octobre   | Le retour de la monstrueuse de Lyon                            | Semences paysannes et banque de graines                 | Sandrine Boucher et Matthieu Ferrand    |
| 23     | Novembre  | Les lumières du 8 Décembre                                     | Fête des Lumières                                       | Virginie Ollagnier et Rebecca Morse     |
| 24     | Décembre  | Et Bam! Guignol, l'esprit lyonnais                             | Guignol                                                 | Anjale et Léah Touitou                  |

### 2017
| Numéro | Mois      | Titre                                                        | Thème                                                     | Auteurs                             |
| ------ | --------- | ------------------------------------------------------------ | --------------------------------------------------------- | ----------------------------------- |
| 25     | Janvier   | Le repos du soldat, 1914-1918                                | Poilus soignés à Lyon pendant la Première Guerre mondiale | Morgane Remy et Kieran              |
| 26     | Février   | Antoine Lumière, aventure industrielle à Monplaisir          | Antoine Lumière et quartier de Monplaisir                 | Cécile Paturel et Benjamin Reiss    |
| 27     | Mars      | Le cinéma Comoedia, un siècle d'histoires                    | Cinéma Comoedia                                           | Antoine Rocher et Marion Cluzel     |
| 28     | Avril     | La grande brasserie, 3 siècles de bière en terre lyonnaise   | Histoire de la bière à Lyon                               | Mathieu D et Jibé                   |
| 29     | Mai       | Rosa Mir, le jardin fantastique de Jules Senis               | Jardin Rosa Mir                                           | Héloïse Cutzach et Anne de Angelis  |
| 30     | Juin      | La révolte des Ovalistes                                     | Les Ovalistes                                             | Nathalie Vessilier et Eva Thiébaud  |
| 31     | Juillet   | Pourquoi ça s'appelle comme ça?                              | Toponymie de Lyon                                         | Olivier Jouvray et Lilas Cognet     |
| 32     | Août      | Assaut sur le centre hospitalier Saint-Joseph-Saint-Luc      | Centre hospitalier Saint-Joseph Saint-Luc                 | B-gnet                              |
| 33     | Septembre | Chronique des véritables et lyonnaises aventures de Rabelais | François Rabelais                                         | Grégoire Berquin                    |
| 34     | Octobre   | Sieur Girard Desargues le Lyonnois                           | Girard Desargues                                          | Simon Losti et Léah Touitou         |
| 35     | Novembre  | Pique-nique sur l'Île Barbe                                  | Ile Barbe                                                 | Virginie Ollagnier et Rebecca Morse |
| 36     | Décembre  | La bataille de Lugdunum                                      | Bataille de Lugdunum                                      | Antoine Rocher et Patrice Faure     |

### 2018
| Numéro | Mois      | Titre                                                      | Thème | Auteurs                                   |
| ------ | --------- | ---------------------------------------------------------- | --- | ----------------------------------------- |
| 37     | Janvier   | M.Henriette, bourreau                                      | Marguerite de Paistour, femme bourreau                                                                                    | Océane Sandon et Nicolas Delestre         |
| 38     | Février   | Second front : Lyon dans la guerre d'Algérie               | Attentats pendant la guerre d'Algérie                                                                                     | Mathieu Rebière et Adrien Allier          |
| 39     | Mars      | Les opérateurs Lumière                                     | Cinématographe | Benjamin Reiss et Jean-Pierre Crauser     |
| 40     | Avril     | L'exorcisme du couvent                                     | Abbaye de Saint-Pierre-les-Nonnains de Lyon                                                                               | Morgane Velten                            |
| 41     | Mai       | Tapage sonore : de la techno choc à l'électro chic         | Nuits sonores | Cécile Paturel et Kieran                  |
| 42     | Juin      | La catastrophe de Fourvière                                | Catastrophe de Fourvière                                                                                                  | Charlotte Rousselle et Marion Cluzel      |
| 43     | Juillet   | Louis-Thomas Achille, de la négritude aux Negro spirituals | Vie de Louis-Thomas Achille, intellectuel antillais fondateur à Lyon de la chorale de Negro spirituals Le Park Glee Club. | Hélène Marie et Josselin Limon Duparcmeur |
| 44     | Août      | Biennale de la danse                                       | Biennale de la danse | Juliette Laude                            |
| 45     | Septembre | Histoires et légendes de l’Hôtel-Dieu                      | Hôtel-Dieu de Lyon | Gael Anjale et Jean-Pierre Crauser        |
| 46     | Octobre   | Vie foraine                                                | Les forains de Lyon | Anthony Calla et Greg Dizer               |
| 47     | Novembre  | Lyon, patrimoine mondial de l'UNESCO                       | Classement de Lyon au patrimoine mondial par l'Unesco                                                                     | Olivier Jouvray et Ben Jurdic             |
| 48     | Décembre  | St-Jean, naissance d’une cathédrale                        | Cathédrale Saint-Jean | Emy                                       |

### 2019
| Numéro | Mois      | Titre                                               | Thème                                         | Auteurs                                                   |
| ------ | --------- | --------------------------------------------------- | --------------------------------------------- | --------------------------------------------------------- |
| 49     | Janvier   | L'abbé Boullan, arnaques et sortilège               | Joseph-Antoine Boullan                        | Jeanne Chapelle                                           |
| 50     | Février   | Cavales, 17 octobre 1958                            | Guerre d'Algérie                              | Swann Meralli, Léah Touitou                               |
| 51     | Mars      | Le Vinatier, Radiographie d’un H.P.                 | Centre hospitalier Le Vinatier                | Alexandra Lolivrel                                        |
| 52     | Avril     | Une baleine à Confluence                            | Squelette de baleine du musée des Confluences | Anne-Claire Thibaut-Jouvray, Paul Satis et Jérôme Jouvray |
| 53     | Mai       | Lycée Ampère, 500 ans d’histoire                    | Collège-lycée Ampère                          | Simon Iosti et Anjale                                     |
| 54     | Juin      | Anarchistes (le procès des 66)                      | Procès des 66                                 | Valentine Boucq et Yann Damezin                           |
| 55     | Juillet   | La Commune de Lyon, 1870-1871                       | Commune de Lyon                               | Josselin Limon Duparcmeur                                 |
| 56     | Août      | Jeanne Garnier, des incurables aux soins palliatifs | Jeanne Garnier                                | Zoé Favre d'Anne et Malvina Barra                         |
| 57     | Septembre | L’amphithéâtre des 3 Gaules                         | Amphithéâtre des Trois Gaules                 | Morgane Velten                                            |
| 58     | Octobre   | Le Gros Caillou                                     | Le Gros Caillou                               | Veronica Della ScalaDate                                  |
| 59     | Novembre  | Anniversaire des 150 ans de Tony Garnier            | Tony Garnier                                  | Christophe Fournier                                       |
| 60     | Décembre  | Le bombardement du 26 mai 1944                      | Bombardement du 26 mai 1944 à Lyon            | Hélène Marie et Bastien Castres                           |

### 2020
| Numéro | Mois      | Titre                                               | Thème                                                                                             | Auteurs                                      |
| ------ | --------- | --------------------------------------------------- | ------------------------------------------------------------------------------------------------- | -------------------------------------------- |
| 61     | Janvier   | Lucius Munatius Plancus et la Fondation de LUGDUNUM | Fondation de Lugdunum par Lucius Munatius Plancus                                                 | Nathalie Vessillier et Jean-Philippe Travard |
| 62     | Février   | Feyzin 66                                           | Catastrophe de la raffinerie de Feyzin                                                            | Grégoire Berquin                             |
| 63     | Mars      | Le Crime de la Vilette                              | Assassinat de madame Foucherand en 1898 dans le quartier de la Vilette                            | Jean-Pierre Crauser et Benjamin Reiss        |
| 64     | Avril     | La fontaine Bartholdi                               | Fontaine Bartholdi                                                                                | Jean-Philippe Travard et Arnaud de Viviès    |
| 65     | Mai       | La course à l'automobile                            | Industrie automobile à Lyon, dont Marius Berliet (Berliet), Audibert et Lavirotte, Henry Malartre | Céheu                                        |
| 66     | Juin      | Jean Moulin - Mission à Lyon                        | Jean Moulin et la Résistance à Lyon                                                               | Mathieu Rebière et Charlotte Rousselle       |
| 67     | Juillet   | La Combattante                                      | Berty Albrecht                                                                                    | Eva Roussel                                  |
| 68     | Août      | Les Archives municipales                            | Archives municipales de Lyon                                                                      | Léa Bellanger                                |
| 69     | Septembre | Génération radios                                   | Radio libre en France                                                                             | Samuel Moncharmont et Amandine Wadre Puntous |
| 70     | Octobre   | Un bachelier nommé Daubié                           | Julie-Victoire Daubié                                                                             | Arthur du Coteau                             |
| 71     | Novembre  | Les MJC, éducation pour tous                        | MJC                                                                                               | Alexandra Lolivrel                           |
| 72     | Décembre  | Coquilles et controverse – La vie d’Arnould Locard  | Arnould Locard                                                                                    | Léo Génin et Juliette Laude                  |

### 2021
| Numéro | Mois      | Titre                                  | Thème                               | Auteurs                                               |
| ------ | --------- | -------------------------------------- | ----------------------------------- | ----------------------------------------------------- |
| 73     | Janvier   | L’assassinat de Sadi Carnot            | Sadi Carnot                         | Jean-Philippe Travard et Josselin Limon Duparcmeur    |
| 74     | Février   | La rue Mercière                        | Rue Mercière                        | Jean-Philippe Travard et Bastien Castre               |
| 75     | Mars      | Le menu lyonnais                       | Cuisine lyonnaise                   | Léah Touitou, Anjale, Céheu, Arthur du Coteau         |
| 76     | Avril     | Interpol                               | Interpol                            | Mathieu Martinière et Mathieu Rebière                 |
| 77     | Mai       | Aux Azalées                            | Boutique de plantes rue Saint-Jean  | Malvina Barra                                         |
| 78     | Juin      | Le voyage d’Antoine de Saint-Exupéry   | Antoine de Saint-Exupéry            | Léa Le Marec                                          |
| 79     | Juillet   | La Mâchecroûte, le dragon du Rhône     | Mythologie                          | Océane Sandon, Tam Jouvray                            |
| 80     | Août      | Il était une fois l’Olympique Lyonnais | Football                            | Céheu                                                 |
| 81     | Septembre | L’école de la mère Brazier             | Cuisine lyonnaise                   | Arthur du Coteau                                      |
| 82     | Octobre   | 1975 – La révolte des prostituées      | Occupation de l'église Saint-Nizier | Nicolas Feyeux                                        |
| 83     | Novembre  | Le Tata de Chasselay                   | Nécropole nationale de Chasselay    | Hélène Marie et Valentine de Lussy                    |
| 84     | Décembre  | La marche sur Lyon                     | Institut franco-chinois de Lyon     | Jean-Philippe Travard, Adrien Allier, Mathieu Rebière |

### 2022
| Numéro | Mois      | Titre                                                | Thème                                             | Auteurs                                                |
| ------ | --------- | ---------------------------------------------------- | ------------------------------------------------- | ------------------------------------------------------ |
| 85     | Janvier   | Fourvière, une basilique pour Lyon                   | Basilique de Fourvière                            | Boris Mazet, Mélanie Cot                               |
| 86     | Février   | Les formidables aventures du Major Martin            | Claude Martin                                     | Virginie Ollagnier, Gregdizer                          |
| 87     | Mars      | Le Cercle Flora Tristan – Un groupe du MLF à Lyon    | Cercle Flora Tristan                              | Christiane Ray, Sandrine Creus                         |
| 88     | Avril     | Monsieur Paul et l’avènement de la nouvelle cuisine  | Paul Bocuse                                       | Emy                                                    |
| 89     | Mai       | Émile Guimet, l’espoir d’un musée                    | Émile Guimet, Musée d'histoire naturelle - Guimet | Virginie Ollagnier, Evemarie                           |
| 90     | Juin      | Gratte-Ciel, Villeurbanne se rebelle                 | Quartier Gratte-Ciel (Villeurbanne)               | Mathieu Martinière, Christophe Fournier                |
| 91     | Juillet   | Handicap International, histoire d’une ONG lyonnaise | Handicap International                            | Olivier Jouvray, Amandine Puntous                      |
| 92     | Août      | La mort du dauphin                                   | Séjour de François 1er à Lyon                     | Camille Bourgoin, Jean-Philippe Travard, Jeanne Alcala |
| 93     | Septembre | La Tête d'Or - Le poumon vert Lyonnais               | Parc de la Tête d'Or                              | Valentine de Lussy                                     |
| 94     | Octobre   | Au fil de la Fabrique - La naissance des Prud'hommes | Conseil des Prud'hommes                           | Valentine Boucq, Hadrien Yannou                        |
| 95     | Novembre  | La bibliothèque de la Part-Dieu                      | Bibliothèque municipale de Lyon                   | Emmanuelle Thiel, Grégoire Berquin                     |
| 96     | Décembre  | La nuit aux Célestins                                | Théâtre des Célestins                             | Jean-Pierre Crauser, Anjale                            |

### 2023
| Numéro | Mois      | Titre                                           | Thème                                                  | Auteurs |
| ------ | --------- | ----------------------------------------------- | ------------------------------------------------------ | --- |
| 97     | Janvier   | Papiers de l’ombre                              | Histoire de l'imprimerie à Lyon                        | Alexandra Lolivrel, Mathieu Rebière |
| 98     | Février   | René Leynaud, poète résistant                   | René Leynaud                                           | Damien Martinière, Bastien Castres |
| 99     | Mars      | Les murs peints                                 | Fresque des lyonnais                                   | Céheu |
| 100    | Avril     | La grande balade                                |                                                        | Grégoire Berquin, Valentine Boucq, Léna Canaud, Bastien Castres, Céheu, Laura V. Claussen, Benoît Connin, Arthur Du Coteau, Laure Delor, Floppiz, Léon Graniou, Jérôme Jouvray, Olivier Jouvray, Hélène Marie, Amandine Puntous, Mathieu Rebière, Veronica Della Scala, Marianne Tesseraud, Christophe Fournier |
| 101    | Mai       | Kaamelott, la quête du Graal audiovisuel        | Kaamelott                                              | Damien Martinière, Céheu |
| 102    | Juin      | Lyon, capitale du rock                          | Salle de concert éphémère Rock'n'Roll Mops             | Hugo Ferrante, Veronica Della Scala |
| 103    | Juillet   | Les quartiers (im) populaires                   | Banlieues de Lyon                                      | Marion Cluzel |
| 104    | Août      | Lyon-La Duchère : club social                   | Lyon-La Duchère                                        | Tam Jouvray, Jeanne Alcala |
| 105    | Septembre | Les hôpitaux à Lyon                             |                                                        | Marianne Tesseraud, Tam Jouvray |
| 106    | Octobre   | Le rugby à Lyon                                 | Publié à l'occasion de la Coupe du monde de Rugby 2023 | Mathieu Rebière, Charlotte Rousselle |
| 107    | Novembre  | Les funiculaires                                | Funiculaire de Lyon                                    | Alexandre Vert |
| 108    | Décembre  | Le capotier : l'épicier des prostituées de Lyon | Prostitution                                           | Pierre Lemerle et Mathieu Rebière |

### 2024
| Numéro | Mois      | Titre                                                                      | Thème                          | Auteurs                                         |
| ------ | --------- | -------------------------------------------------------------------------- | ------------------------------ | ----------------------------------------------- |
| 109    | Janvier   | 1983, la marche pour l’égalité et contre le racisme                        | Marche des beurs               | Hélène Marie, Cécile M.                         |
| 110    | Février   | La Révolution                                                              | Révolution française           | Bastien Castres                                 |
| 111    | Mars      | 1795, le Massacre des Mathevons                                            |                                | Nicolas d’Almeida                               |
| 112    | Avril     | Jean-Jacques Rousseau : les mésaventures lyonnaises du promeneur solitaire | J.J. Rousseau                  | Benoît Connin et Morgane Lehoux                 |
| 113    | Mai       | L’incroyable atelier de Max Schoendorff                                    | M. Schoendorff, URDLA          | Anne-Claire Thibaut-Jouvray et Jérôme Jouvray   |
| 114    | Juin      | Le massacre du fort de Côte-Lorette                                        | Lyon 1939-1945, Prison Montluc | Cécile M. et Nathalie Vessillier                |
| 115    | Juillet   | La Place Bellecour                                                         | Bellecour                      | Olivier et Jean-Philippe Travard, Amélie Bridel |
| 116    | Aoüt      | La cité des projets abandonnés                                             | Architecture à Lyon            | Olivier et Jean-Philippe Travard, KiWeen        |
| 117    | Septembre | L’eau lyonnaise                                                            | Service des eaux, aqueducs     | Olivier Jouvray et Amandine Puntous             |
| 118    | Octobre   | Les bateaux-mouches                                                        | Bateau-mouche                  | Brice Cossart                                   |
| 119    | Novembre  | Un péage à Roussillon                                                      | Rhône                          | Benoît Connin et Vincent Limonne                |
| 120    | Décembre  | Pockemon Crew de la street à la scène                                      | Hip-hop                        | Camille Mertz et Tam Jouvray                    |

### 2025
| Numéro | Mois    | Titre                                  | Thème                                | Auteurs                                 |
| ------ | ------- | -------------------------------------- | ------------------------------------ | --------------------------------------- |
| 121    | Janvier | Le musée des moulages                  | Musée des moulages                   | Hugo Ferrante et Léna Canaud            |
| 122    | Février | La biodiversité à Lyon                 | Biodiversité                         | Nina Girardot                           |
| 123    | Mars    | Le mâchon                              | Cuisine lyonnaise                    | Guillaume Bouvy et Manon Mugnier        |
| 124    | Avril   | Derby, une histoire lyonno-stéphanoise | Olympique Lyonnais, AS Saint-Étienne | Olivier et Jean-Philippe Travard, Céheu |
| 125    | Mai     | Tout le monde déteste Perrache         | Centre d'échanges de Perrache (Lyon) | Arnaud de Viviers                       |

### Numéros spéciaux hors collection
| Titre | Thème | Auteurs |
| --- | --- | --- |
| Lyon football | Football à Lyon | Nicolas Otéro et Vérane Otéro |
| La bataille des Tard-Venus | Bataille de Brignais et Tard-Venus | Ben Jurdic |
| Les roses de Vénissieux | Roses | Morgane Velten |
| La dame du Plan du Loup | Madame de Cuzieu | Emy |
| Le chevalier de Condrieu | Condrieu | Maud Bihan |
| Lyon 14-18, la vie à l’arrière (coffret spécial) - Les aventuriers du fonds perdu - Guignol, une marionnette? - Des privations oui, mais la famine sûrement pas! - L'Athéna de Tony Garnier - Les Femmes en guerre - Lyon ville-hôpital | Lyon durant la première guerre mondiale à l'occasion du centenaire de l'armistice de 1918 - Fonds de guerre de la bibliothèque municipale de Lyon - Guignol et la propagande pendant la première guerre mondiale - Alimentation en temps de guerre - Tony Garnier et la conception du monument aux morts de l'île du Souvenir - Rôle des femmes pendant la première guerre mondiale - Rôle de Lyon dans le système hospitalier militaire | Collectif - Mathieu Rebière et Grégoire Berquin - Mathieu Rebière - Olivier Jouvray et Benjamin Reiss - Christophe Fournier - Olivier Jouvray, Jérôme Jouvray et Anne-Claire Jouvray - Jean-Philippe Travard et Charlotte Rousselle |
| Daisy Georges-Martin | Daisy Georges-Martin | Virginie Ollagnier et Greg Dizer |